# Laurence Foley
Laurence Michael Foley, Sr. (* 5. Oktober 1942 in Boston, Massachusetts; † 28. Oktober 2002 in Amman, Jordanien) war ein US-amerikanischer Diplomat.
Foley ging nach einem Studium an der University of Massachusetts im Jahre 1965 zum Peace Corps. Er arbeitete für das Peace Corps und andere Hilfsorganisationen, bis er zur United States Agency for International Development (USAID) im Jahre 1990 wechselte. Nachdem er in Bolivien, Peru und Simbabwe gearbeitet hatte, wurde Foley Supervisory Executive Officer of USAID in Jordanien im Jahre 2000.
Am Morgen des 28. Oktober 2002 wurde Foley durch Pistolenschüsse aus einer schallgedämpften Pistole mit Kaliber 9 mm getötet, als er von seinem Haus zu seinem Auto ging. Am 14. Dezember wurden zwei Personen festgenommen, denen vorgeworfen wurde, Foley ermordet zu haben. Es handelte sich hierbei um den Libyer Salem Sa'ed Salem bin Suweid und den Jordanier Yasser Freihat (alias Yasser Fathi Ibraheem). Nach jordanischen Angaben wurden die beiden Männer von Abu Musab az-Zarqawi mit dem Mord beauftragt und dafür bezahlt. Vor Gericht beteuerten die Angeklagten ihre Unschuld und machten geltend, dass ihre Geständnisse erzwungen worden seien.
Im April 2004 verurteilte der jordanische State Security Court die beiden Täter Bin Suweid und Freihat zum Tode; zwei weitere Mitangeklagte erhielten langjährige Haftstrafen. Az-Zarqawi wurde in Abwesenheit ebenfalls zum Tode verurteilt; er starb im Irak bei einem Luftangriff auf ihn am 7. Juni 2006. Die beiden Täter wurden bereits am 11. März 2006 exekutiert.